# 阿达姆·拉帕茨基
阿达姆·拉帕茨基（波蘭語：Adam Rapacki，1909年12月24日—1970年10月10日），波蘭政治人物，外交官。前外交部长（1956年－1968年），高等教育部长（1950年－1956年）。

## 生平
1909年12月24日生于奥匈帝国利沃夫。1932年毕业于华沙经济学院。二战期间曾被德军俘虏。1945年加入波兰社会党。曾任波兰统一工人党中央政治局委员，海事部长（1947年－1950年），高等教育部长（1950年－1956年）。
1956年4月至1968年12月在约瑟夫·西伦凯维兹内阁出任外交部长。1957年10月2日，他在联合国提出了在欧洲建立无原子区的提议，史称“拉帕茨基计划”。1966年获诺贝尔和平奖提名。1970年10月10日在华沙去世，享年60岁。

## 外事访问
1955年12月，作为波兰文化代表团团长访华。1957年3月，赴莫斯科与苏联政府谈判，签订波罗的海邻近地段国界条约。